# Eucynorta venosa
Eucynorta venosa is een hooiwagen uit de familie Cosmetidae.